# Omloop van het Waasland
La Omloop van het Waasland es una carrera ciclista profesional belga disputada entre Sint-Niklaas y Kemzeke, en los Flandes orientales. 
Creada en 1965, y siempre para ciclistas profesionales, desde la creación de los Circuitos Continentales UCI en 2005 forma parte del UCI Europe Tour, dentro de la categoría 1.2 (última categoría del profesionalismo).

## Palmarés
En amarillo: edición amateur.
| Año       | Ganador                | Segundo                | Tercero                |
| --------- | ---------------------- | ---------------------- | ---------------------- |
| 1965      | Marinus Van Ginneken   | Willy Vanden Berghen   | Jo de Haan             |
| 1966      | Rik Wouters            | Frans Melckenbeeck     | Julien Haelterman      |
| 1967      | Martin Van Den Bossche | Roger Blockx           | Bruno Janssens         |
| 1968      | Jozef Boons            | Etienne Buysse         | Hugo Hellemans         |
| 1969      | Jean-Claude Genty      | Julien Delocht         | Eric De Vlaeminck      |
| 1970      | Etienne Antheunis      | Ronny Van de Vijver    | Daniel Vanryckeghem    |
| 1971      | Walter Planckaert      | Fernand Hermie         | Eddy Goossens          |
| 1972      | Luc Van Goidsenhoven   | Daniel Verplancke      | André Doyen            |
| 1973      | Gerben Karstens        | Jean-Claude Meunier    | Gustave Van Gossum     |
| 1974      | Tino Tabak             | Gerrie Knetemann       | José De Cauwer         |
| 1975      | Serge Vandaele         | Eddy Verstraeten       | René Dillen            |
| 1976      | Eddy Verstraeten       | André Doyen            | Jean Vanderstappen     |
| 1977      | Marc Renier            | Marc Meernhout         | Herman Vrijders        |
| 1978      | Frans Van Looy         | Walter Planckaert      | Eric Van de Wiele      |
| 1979      | Johnny De Nul          | Leo Van Thielen        | William Tackaert       |
| 1980      | Willem Peeters         | Emiel Gijsemans        | Carlos Cuyle           |
| 1981      | Patrick Versluys       | Willy Teirlinck        | Jos Van De Poel        |
| 1982      | Johnny De Nul          | Walter Schoonjans      | Jan Bogaert            |
| 1983      | Alain Van Hoornweder   | Hans Langerijs         | Benjamin Vermeulen     |
| 1984      | Yvan Lamote            | William Tackaert       | Joachim Schlaphoff     |
| 1985      | William Tackaert       | Dirk Heirweg           | Patrick Deneut         |
| 1986      | Frank Verleyen         | Dirk Clarysse          | Wim Arras              |
| 1987      | Frank Pirard           | Søren Lilholt          | Peter Pieters          |
| 1988      | Erik Breukink          | Johan Capiot           | Werner Devos           |
| 1989      | Frank Pirard           | Jan Bogaert            | Eddy Schurer           |
| 1990      | Luc Govaerts           | Adrie Kools            | Jean-François Brasseur |
| 1991      | Jerry Cooman           | Mario De Clercq        | Danny Neskens          |
| 1992      | Fabrice Naessens       | Patrick Van Roosbroeck | Jan Van Camp           |
| 1993      | Menno Vink             | Rik Coppens            | Wim Omloop             |
| 1994      | Jan Bogaert            | Niko Eeckhout          | Jeroen Blijlevens      |
| 1995      | Hendrik Redant         | Peter De Clercq        | Tom Desmet             |
| 1996      | Michel Vanhaecke       | Ludo Dierckxsens       | Hendrik Van Dyck       |
| 1997      | Wim Omloop             | John Talen             | Peter Spaenhoven       |
| 1998      | Frank Høj              | Wim Omloop             | Koen Beeckman          |
| 1999      | Geert Omloop           | Niko Eeckhout          | Bart Heirewegh         |
| 2000      | Jans Koerts            | Niko Eeckhout          | Karel Vereecke         |
| 2001      | Martin Van Steen       | Wilfried Cretskens     | Franck Pencolé         |
| 2002      | Peter van Agtmaal      | Gert Vanderaerden      | Max Becker             |
| 2003      | Geert Omloop           | Andy Cappelle          | Jehudi Schoonacker     |
| 2004      | Christoph Roodhooft    | Gorik Gardeyn          | Tomas Vaitkus          |
| 2005      | Gorik Gardeyn          | Ludo Dierckxsens       | Michiel Elijzen        |
| 2006      | Niko Eeckhout          | Koen Barbé             | Markus Eichler         |
| 2007      | Niko Eeckhout          | Geert Omloop           | Bobbie Traksel         |
| 2008      | Niko Eeckhout          | Bobbie Traksel         | Klaas Lodewijck        |
| 2009      | Johan Coenen           | Jef Peeters            | Dieter Cappelle        |
| 2010      | Denis Flahaut          | Baptiste Planckaert    | Egidijus Juodvalkis    |
| 2011      | Aidis Kruopis          | Stefan van Dijk        | Timothy Dupont         |
| 2012      | Preben Van Hecke       | Egidijus Juodvalkis    | Gediminas Bagdonas     |
| 2013      | Pieter Jacobs          | Niko Eeckhout          | Sander Armée           |
| 2014      | Danilo Napolitano      | Antoine Demoitié       | Tom Devriendt          |
| 2015      | Geert van der Weijst   | Joeri Stallaert        | Oliver Naesen          |
| 2016      | Preben Van Hecke       | Bert Van Lerberghe     | Kevin Deltombe         |
| 2017      | Wouter Wippert         | Michael Van Staeyen    | Barry Markus           |
| 2018      | Benjamin Verraes       | Dieter Bouvry          | Daan Hoole             |
| 2019      | Alexander Richardson   | Jacob Hennessy         | Tibo Nevens            |
| 2020-2021 | No se disputó          | No se disputó          | No se disputó          |
| 2022      | Brent Clé              | Ylber Sefa             | Marius Wold            |
| 2023      | Samuel Leroux          | Elias Van Breussegem   | Michiel Nuytten        |
| 2024      | Samuel Leroux          | Rait Ärm               | Coen Vermeltfoort      |
| 2025      | Jensen Plowright       | Blake Agnoletto        | Timothy Dupont         |